# Cerkiew św. Dymitra w Śnietnicy
Cerkiew pw. św. Dymitra w Śnietnicy – cerkiew greckokatolicka, wzniesiona w 1755 w Śnietnicy, włączona do małopolskiego Szlaku Architektury Drewnianej.

## Historia
Została zbudowana w 1755 i przekształcona gruntownie w pierwszej połowie XIX w. Podczas remontu poszerzono nawę, kosztem zlikwidowanego babińca oraz przesunięto na zachód wieżę.
Po 1947 roku cerkiew była użytkowana jako kościół rzymskokatolicki pw. św. Andrzeja Boboli. W 1997 została zwrócona grekokatolikom.

## Architektura i wyposażenie
Jest to cerkiew łemkowska, orientowana, drewniana, konstrukcji zrębowej. Pierwotna konstrukcja kwalifikowała obiekt jako typ północno-zachodni, wariant starszy; po remoncie uzyskała cechy wariantu młodszego (według klasyfikacji stosowanej przez R. Brykowskiego). Pierwotnie była trójdzielna, obecnie dwudzielna, składa się z prezbiterium na planie kwadratu z zakrystią od północy, i niewiele szerszej, wydłużonej nawy obejmującej także dawny babiniec. Od zachodu wieża konstrukcji słupowo-ramowej o lekko pochyłych ścianach, z lekko nadwieszoną izbicą i gzymsem zegarowym i malowanymi tarczami zegarowymi, przy niej od zachodu mała kruchta. Ściany szalowane poziomym deskowaniem, górne partie wieży pionowym. Dachy nad prezbiterium i nawą kalenicowy, trójpołaciowy, nad wieżą namiotowy. W dachu nawy widoczne załamanie, pozostałość po dawnym zwieńczeniu namiotowym. Nad wszystkimi częściami jednolite hełmy baniaste z pseudolatarniami i żelaznymi krzyżami.
We wnętrzu, w prezbiterium i starszej części nawy kopuły namiotowe, w nowszej części nawy strop z szeroką fasetą. Na ścianach polichromia architektoniczno-figuralna z 1936 r. Kompletny, barokowy ikonostas czterorzędowy z XIX w. autorstwa Józefa Bogdańskiego. W prezbiterium barokowy ołtarz z rzeźbami św. Piotra i Pawła. W nawie dwa późnobarokowe ołtarze boczne. W południowym ikona Ofiarowania Chrystusa w Świątyni i mniejsza Chrystusa w Grobie. W ołtarzu północnym ikona Ukrzyżowania.

## Wokół cerkwi
Teren przy cerkwi otoczony jest murkiem z kamienia łamanego.

## Galeria

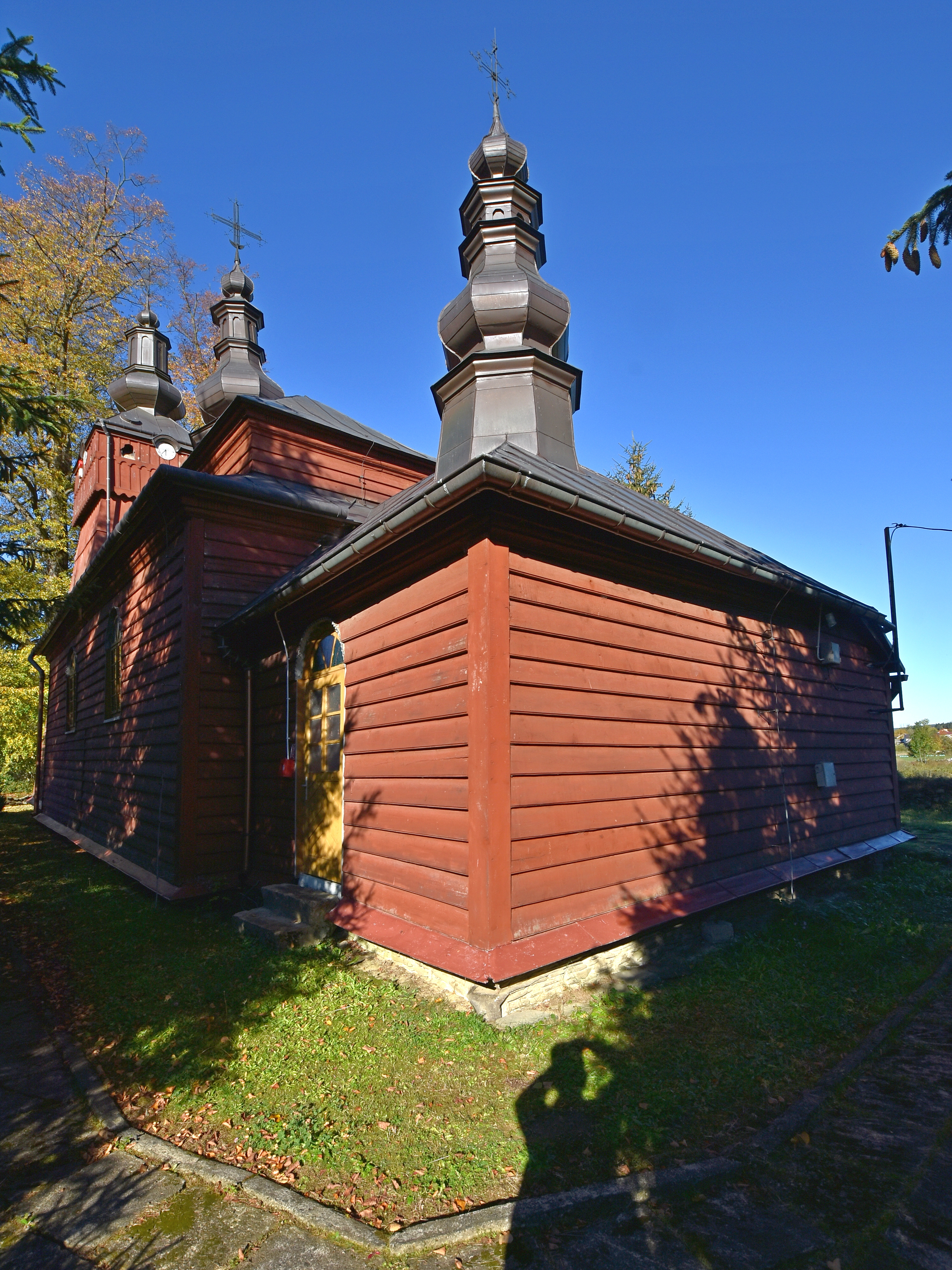
Widok od prezbiterium
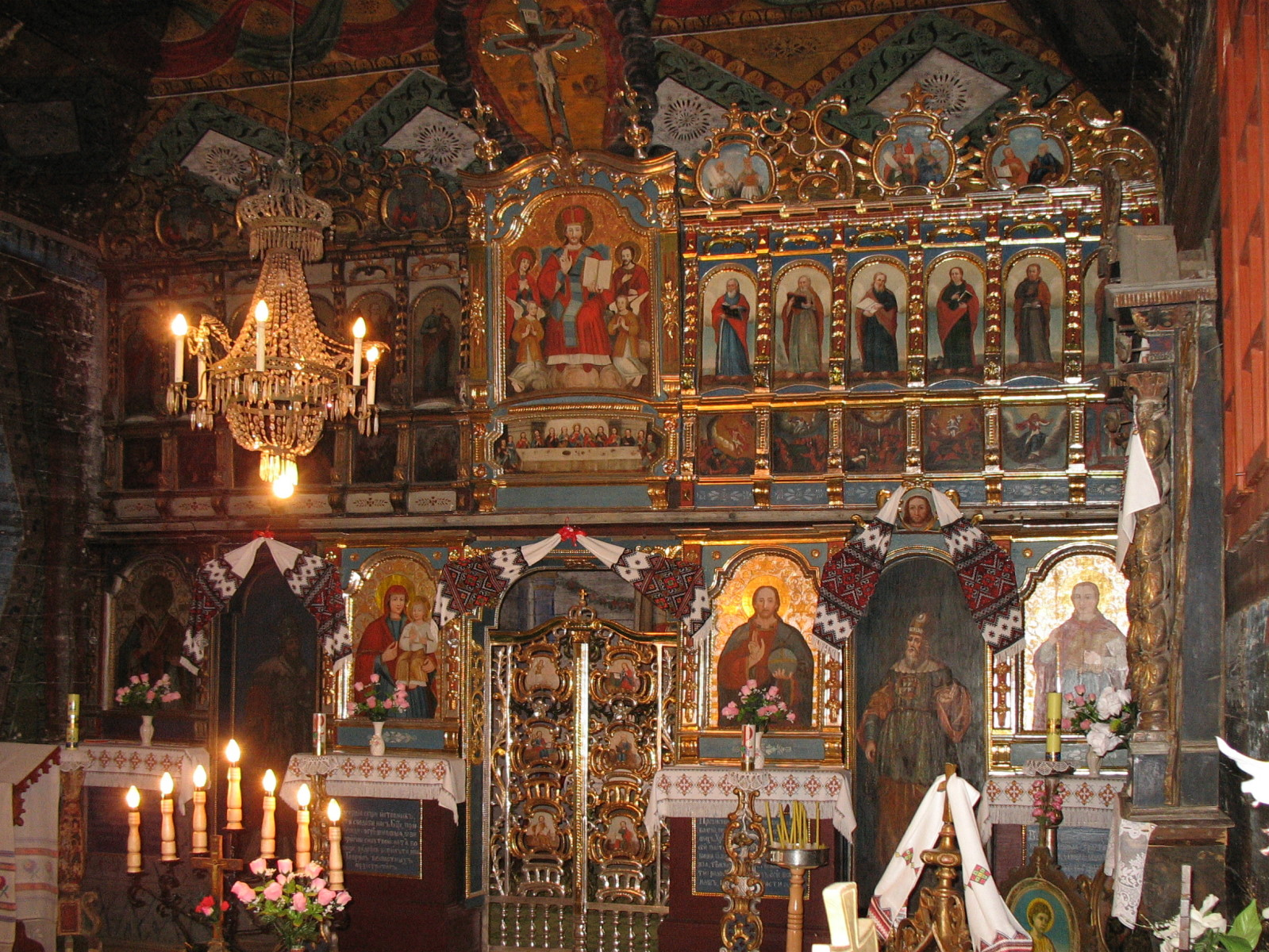
Wnętrze
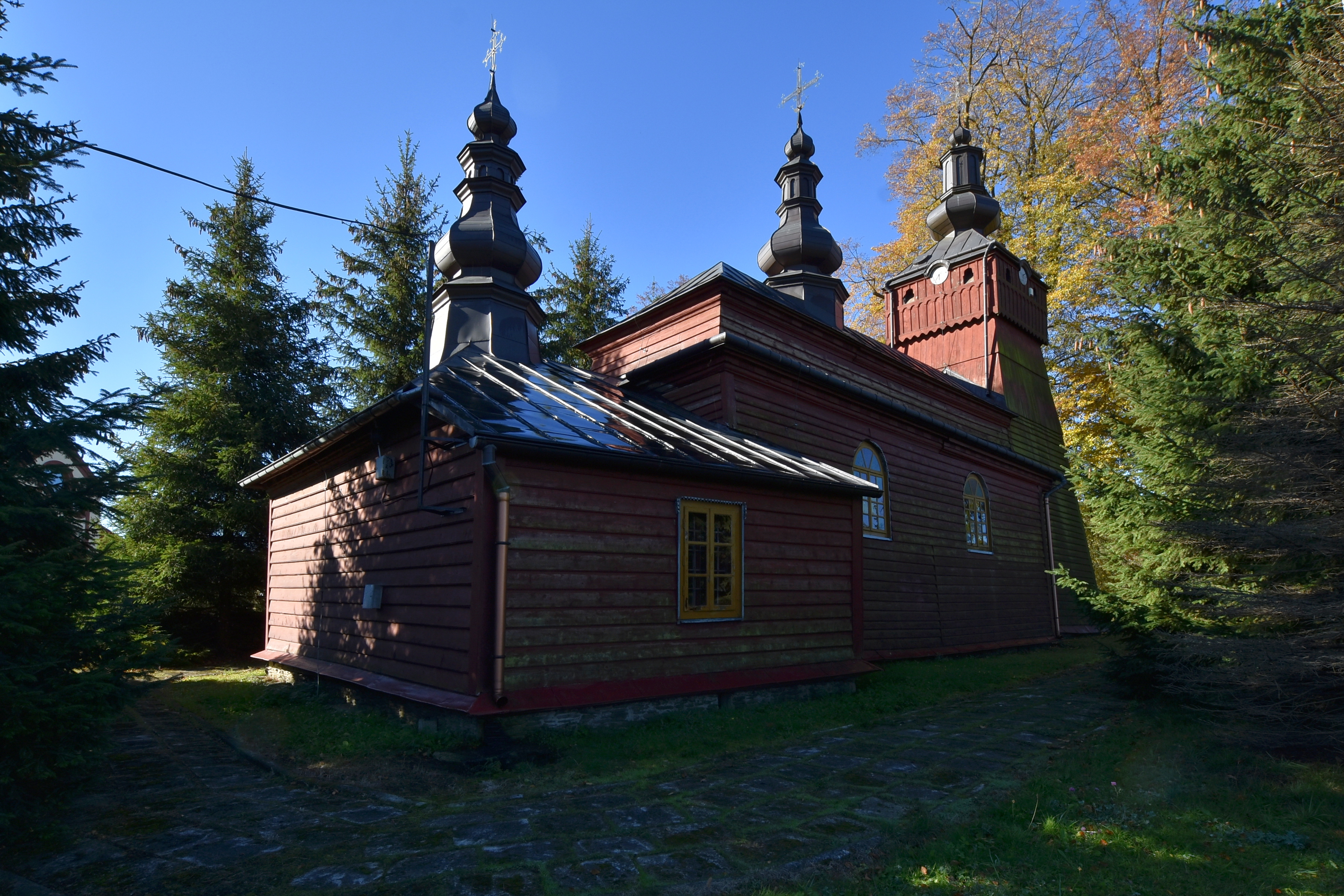
Widok od strony północnej